# Philodromus vagulus
Philodromus vagulus là một loài nhện trong họ Philodromidae.
Loài này thuộc chi Philodromus. Philodromus vagulus được Eugène Simon miêu tả năm 1875.